# Nedbalost
Nedbalost (lat. culpa) je jedna z forem zavinění v právu. Uplatňuje se jak v právu soukromém u náhrady škody, tak v trestním právu (kde platí, že pro trestní odpovědnost je třeba úmyslného zavinění, pokud zákon výslovně nestanoví, že postačuje zavinění z nedbalosti). Na rozdíl od úmyslu je její vztah ke škodlivému následku mírnější, pachatel jej přímo způsobit nechce, jde jen o určitou míru jeho neopatrnosti. Podle toho, zda škodlivý následek předpokládal či ne, se nedbalost rozlišuje na vědomou (culpa luxuria) a nevědomou (culpa negligentia), zvláštností je tzv. hrubá nedbalost (culpa lata).

## Vědomá nedbalost
Pachatel sice škodu či trestný čin způsobit nechce, ví však, že jej způsobit může a bez přiměřených důvodů spoléhá na to, že se tak nestane. Co se týče požadavku „přiměřených důvodů“, pak u náhrady škody platí, že jsou hodnoceny objektivně, tzn. ne tak, jak je subjektivně chápe pachatel. Soud v takovém případě bere za relevantní znalosti a schopnosti „každé rozumně se chovající osoby“, ovšem např. vůči lékaři, podnikateli apod. je v odborných záležitostech náročnější.

## Nevědomá nedbalost
Nejenže zde pachatel škodu nebo trestný čin způsobit nechce, ale dokonce ani neví, že může takový následek nastat. Na druhou stranu vzhledem k okolnostem a svým osobním poměrům o tom vědět měl a mohl. Kombinují se zde jak skutečnosti objektivní („okolnosti“, „vědět měl“), tak subjektivní („osobní poměry“, „vědět mohl“), které musí být naplněny všechny, aby o nevědomou nedbalost šlo, v opačném případě jde jen o náhodu.

## Posouzení
U nedbalostního zavinění chybí volní složka, tzn. pachatel následek způsobit nechce, ani s tím není srozuměn. Trestní zákoník nestanoví výslovně, co je měřítkem nedbalosti, a ponechává toto vymezení nauce a praxi. Měřítkem nedbalosti tak je zachování určité míry opatrnosti, nedbalostně jedná ten kdo zároveň:
- nedodržuje míru opatrnosti, ke které je v rámci okolností povinen – objektivní vymezení, a
- podle svých subjektivních možností je také schopen míru opatrnosti dodržovat – subjektivní vymezení.[6]

Odpovědnost za nedbalost je tedy spojením objektivního a subjektivního vymezení a jejich vzájemného vztahu. U nevědomé nedbalosti je to však navíc vyjádřeno v zákoně formulací „vědět měl a mohl“.

### Objektivní vymezení
Toto vymezení žádá od každého zpravidla stejnou míru opatrnosti (výjimkou jsou zejména osoby vykonávající určité povolání, např. lékaři, kde jsou všichni lékaři povinni dodržovat stejně vysoce nastavenou míru opatrnosti). Měřítko náležité opatrnosti je dáno jednak zvláštními předpisy a jednak obecně. Mezi porušením povinné opatrnosti a následkem musí být nejen příčinná souvislost, ale též je zapotřebí, aby smyslem bezpečnostního předpisu bylo zabránit právě následkům tohoto druhu – podstatné je, zda je nedbalostní jednání zakázáno právě proto, aby nedošlo ke konkrétnímu nedbalostnímu následku. Kdo zachoval objektivní míru opatrnosti, nemůže se dopustit nedbalostního trestného činu, i když dojde k nehodě.

### Subjektivní vymezení
U subjektivního vymezení jde o míru opatrností, kterou je schopen vynaložit pachatel v konkrétním případě, jde tedy o individuální hledisko. Roli zde hrají hlediska, jakými jsou fyzické a psychické vlastnosti pachatele, jeho intelektuální schopnosti i okamžitý stav. Přihlíží se i k okolnostem konkrétního případu – místo, čas, viditelnost, apod. Při subjektivním vymezení nedbalosti se nezohledňují zvláštní, výjimečné vlastnosti, nadprůměrné pozorovací schopnosti nebo schopnost reagovat.

## Hrubá nedbalost
V českém trestním právu se vyskytuje nově, od roku 2010, ale pouze jako takový přístup pachatele k požadavku náležité opatrnosti, který svědčí o jeho „zřejmé bezohlednosti“ k trestním zákoníkem chráněným zájmům. Jde o vyšší stupeň intenzity nedbalosti a proto není zvláštní formou zavinění. Vztahuje se jak k nedbalosti vědomé, tak nevědomé, které se tudíž mohou rozlišovat na „lehké“ a „hrubé“.
V oblasti náhrady škody byla hrubá nedbalost sice také právně zakotvena, a to už od roku 1982, ovšem značně neurčitě a její postavení jako právní kategorie může být tudíž sporné. Od roku 2014 nabyl účinnosti zákon č. 89/2012 Sb., tzv. občanský zákoník, který nahradil zákon č. 40/1964 Sb. a upravuje náhradu majetkové a nemajetkové újmy z hrubé nedbalosti.

## Domněnka nedbalosti
Jestliže pachatel způsobí poškozenému škodu nedodržením zákonné povinnosti, nastupuje vyvratitelná právní domněnka, že škodu zavinil z nedbalosti. Dotyčný jedná nedbale, pokud nejedná tak, jak by se od něj jako od člověka s průměrnými vlastnostmi dalo očekávat a dále pokud neuplatní své zvláštní znalosti a dovednosti, které dal původně najevo.